# Meet the Fockers
Meet the Fockers é um filme de comédia de
2004, dirigido por Jay Roach, sendo a sequela do filme de 2000, Meet the Parents. O filme é estrelado por Robert De Niro (que também foi um dos produtores do filme), Ben Stiller, Dustin Hoffman, Barbra Streisand, Blythe Danner e Teri Polo. Foi distribuído pela Universal Studios, DreamWorks SKG e também pela Paramount Pictures.
Apesar das críticas mistas, o filme foi um sucesso de bilheteria, arrecadando US$ 522 milhões mundialmente. Foi seguido por uma sequência, Little Fockers, em 2010.

## Sinopse
Após passar por várias confusões, Greg Focker e Jack Byrnes estão se dando bem. Greg e Pam estão animados com os preparativos do casamento, mas há ainda uma pendência a ser resolvida: os futuros sogros precisam passar um fim de semana juntos. Para resolver o problema Greg, Pam, Jack e Dina viajam no moderno trailer de Jack rumo à ilha Focker, em Cocoanut Grove na Flórida. Ao chegar os Byrnes conhecem Bernie e Roz, pais de Greg. Porém o modo liberal que os Fockers levam a vida entra em conflito com os rígidos valores pregados por Jack.

## Elenco
| Ator             | Papel                      |
| ---------------- | -------------------------- |
| Robert De Niro   | Jack Byrnes                |
| Ben Stiller      | Gaylord "Greg" Pinto       |
| Blythe Danner    | Dina Byrnes                |
| Teri Polo        | Pam Byrnes-Pinto           |
| Dustin Hoffman   | Bernie Pinto               |
| Barbra Streisand | Roz Pinto                  |
| Owen Wilson      | Kevin Rawley               |
| Spencer Pickren  | Jack 'Pequeno Jack' Banks  |
| Bradley Pickren  | Jack 'Pequeno Jack' Banks  |
| Alanna Ubach     | Isabel Villalobos          |
| Ray Santiago     | Jorge Villalobos           |
| Tim Blake Nelson | Oficial LeFlore            |
| Shelley Berman   | Juíza Ira                  |
| Cedric Yarbrough | Cletus, o guarda da prisão |
| Max Hoffman      | Woody Pinto                |

## Produção
Os gêmeos Spencer e Bradley Pickren foram escalados como o pequeno Jack. A mãe dos gêmeos era uma enfermeira pediátrica que lhes ensinou a linguagem de sinais desde o nascimento, embora eles tenham aprendido alguns sinais adicionais especificamente para o filme. Como era comum na indústria cinematográfica, a escalação de gêmeos para papéis infantis permitiu que os produtores trabalhassem dentro das limitações de quantas horas as crianças podem trabalhar e trocassem por um novo irmão se um deles ficasse cansado ou irritado inesperadamente. Embora os gêmeos Pickren tenham um desempenho excepcionalmente bom no set na maior parte do tempo, eles nunca ficaram à vontade com o ator Ben Stiller depois de fazer a sequência de cabeçadas. Embora a cabeçada em si fosse um efeito digitalizado, Stiller teve que fingir que foi atingido, agarrando seu rosto, xingando em voz alta e espalhando sangue falso sob o nariz, o que foi perturbador para os bebês.
Como parte da construção da personagem Roz Pinto, a equipe consultou as especialistas em sexo Jennifer e Laura Berman. Os Bermans os alertaram sobre a dificuldade que as pessoas em sua profissão enfrentam em não expor seus filhos a muito conhecimento sexual cedo demais, ideia que foi trabalhada no filme.

## Crítica
Meet the Fockers tem recepção média ou mista pela crítica profissional. Com a pontuação de 38% em base de 157 avaliações, o Rotten Tomatoes chegou ao consenso: "Talentoso elenco é desperdiçado, o filme se contenta com piadas recicladas de seu antecessor, Meet the Parents".

## Prêmios e indicações
MTV Movie Awards 2005
- Ganhou na categoria Melhor Comediante (Dustin Hoffman).
- Indicado para Melhor Filme Internacional no México.